# Миросавље
Миросавље (алб. Mirosalë) је насељено место у општини Урошевац, на Косову и Метохији. Према попису становништва из 2011. у насељу је живело 1.427 становника.

## Становништво
Према попису из 2011. године, Миросавље има следећи етнички састав становништва:
| Националност      | 2011.          |
| Албанци           | 1.422 (99,65%) |
| Бошњаци           | 2 (0,14%)      |
| други и непознато | 3 (0,21%)      |
| Укупно            | 1.427          |

| Демографија | Демографија | Демографија |
| Година      | Становника  | Становника  |
| ----------- | ----------- | ----------- |
| 1948.       | 743         |             |
| 1953.       | 833         |             |
| 1961.       | 782         |             |
| 1971.       | 909         |             |
| 1981.       | 1.061       |             |
| 1991.       | 1.362       |             |
| 2011.       | 1.427       |             |